# Гора Могура
Гора Могура — геологічна пам'ятка природи місцевого значення. Об'єкт розташований на території Звенигородського району Черкаської області, село Хильки.
Площа — 2,9 га, статус отриманий у 2000 році.
Охороняється височина з цінною природною рослинністю